# Motoneurona alfa
Las motoneuronas alfa, neuronas motoras alfa, (MNα, MNA), inervan las fibras de los músculos. El cuerpo celular de estas motoneuronas se encuentra principalmente en la médula espinal, donde contribuyen a formar la estructura denominada columna gris anterior de la médula. Los axones de las MNA abandonan la médula espinal formando las raíces anteriores motoras de los nervios espinales.
 La función de las MNA es inervar las fibras musculares, determinando la contracción voluntaria del músculo esquelético y el mantenimiento del tono muscular.
 La pérdida por lesión aguda o crónica de las MNA es rápidamente debilitante al desencadenar rigidez, pérdida de fuerza parcial o total.

## Historia
En 1904 Sherrington introdujo los términos «neurona motora» y «vía común final». Común implica que todas las órdenes motoras convergen en la motoneurona, que luego integra la información entrante y transmite la información «neta» (final) al músculo para su contracción.

## Características
Existen dos tipos principales de motoneurona alfa: MNA superiores, que se originan en la corteza cerebral, y las MNA inferiores, que se localizan en el tronco encefálico y la médula espinal.
 
Las MNA tienen un cuerpo de gran tamaño y forma estrellada.
El axón de las MNA se puede extender hasta varios metros en algunos mamíferos, siendo esa una característica anatómica única.

Las neuronas motoras alfa que controlan los movimientos de la cabeza y la cara se encuentran en los núcleos motores del tronco encefálico, y las MNA que controlan los movimientos de las extremidades y el cuerpo se encuentran en el asta anterior de la médula espinal.

Las MNA-espinales tienen un papel importante en el circuito del reflejo espinal, al recibir inervación monosináptica directamente de las MNA superiores, minimizando así el retraso de la respuesta motora.

La función de la MNA es única e irremplazable, las enfermedades que implican la pérdida de motoneuronas, como la atrofia muscular progresiva, la atrofia muscular espinal, la esclerosis lateral primaria y la esclerosis lateral amiotrófica, son rápidamente debilitantes.

## Anatomía
El cuerpo celular de la neurona motora alfa inferior (MNA) puede estar en el tronco encefálico o en la médula espinal. En la médula espinal, los cuerpos neuronales de MNA se encuentran en el asta anterior/ventral.

### Microaquitectura
Soma
Las motoneuronas alfa (MNα, MNA), tienen un soma de forma estrellada (poligonal) y de gran tamaño entre 60-100 micrómetros (μm). 

El núcleo MNA es grande y de aspecto claro; los nucleolos son prominentes. 
Axón MNA. Desde los cuerpos de las neuronas MNA, sale un solo axón largo a inervar varias células musculares.

Dendritas MNA Son dendritas largas y ramificadas, en número de 3 a 20.

### Ultraestructura

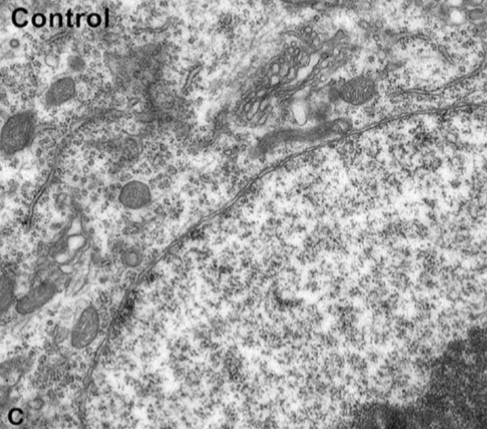
Zona perinuclear (pericarion) de motoneurona alfa.
Arriba citoplasma con RER y Golgi.
Abajo núcleo (gris claro) y nucléolo (gris oscuro) Microscopía electrónica. Immunogold.

El núcleo es claro, de contorno liso, posee gran cantidad de poros nucleares.
El retículo endoplasmático rugoso (RER) y el aparato de Golgi están bien desarrollados, como es habitual en células con intensa síntesis proteica. 
Las mitocondrias son pequeñas pero abundantes, para entregar la elevada energía consumida por el metabolismo. 
En el pericarion y en la primera porción de las dendritas se encuentran corpúsculos grandes (cuerpos de Nissl), que faltan en el axón.

#### Dendritas
Estas neuronas MNA tienen dendritas largas y ramificadas. Las dendritas de MNA en número de 3 a 20, son gruesas, ramificadas y se distribuyen y orientan en sentido anterolateral, posterior y medial.
 Las dendritas de las MNAesp en ocasiones miden más de 1 milímetro (mm) y se extienden hasta la sustancia blanca.

#### Axón
Desde los cuerpos (somas) de las neuronas MNA un solo axón sale a inervar muchas células musculares.  El axón de las MNA posee un diámetro que puede alcanzar de 8-18 μm.  El axón se puede extender hasta varios metros en algunos mamíferos, lo que  hace excepcional y única a esta característica anatómica.
En el botón sináptico en el extremo del largo axón tiene una membrana plasmática especializada, y está separada de la membrana de la célula muscular por un espacio de 20–50 nanómetros (nm). Este componente pre-sináptico es la terminal del axón, donde hay abundantes vesículas y mitocondrias. Las vesículas, llenas de moléculas de acetilcolina (ACh), se congregan en la membrana presináptica alrededor de estructuras llamadas barras densas que corresponden en su ubicación a los picos de unión de la membrana postsináptica.
Una motoneurona alfa MNA y todas las células musculares que inerva se denominan unidad motora, un término introducido por el fisiólogo Sherrington. Todas las células musculares inervadas se contraen simultáneamente cuando esa MNA genera un potencial de acción. El tamaño de una unidad motora puede variar desde tan solo 10 células musculares inervadas por una motoneurona hasta más de 1000.

## Fisiología
Las motoneuronas alfa (MNα) son neuronas multipolares, representan la neurona clásica con numerosas prolongaciones pequeñas (dendritas) y una prolongación larga (axón). Las MNA son de tipo Golgi I, de axón largo (de proyección) que nacen del cuerpo celular (denominado soma). 
 Las MNA espinales (MNAesp) se encuentran en el asta ventral/anterior de la médula espinal y controlan los músculos efectores voluntarios en la periferia. Forman el componente definitivo e irremplazable del circuito neuronal, ya que no existe una ruta alternativa para transmitir las órdenes desde los centros de procesamiento ubicados en el SNC a los músculos de la periferia.

El axón de las MNA se puede extender hasta varios metros en algunos mamíferos, lo que  lo hace excepcional y único; las MNA son el tipo celular más largo conocido.
Los axones de las MNA están mielinizados y su velocidad de conducción es de 60-130 metros/segundo.
 En gatos se ha calculado en 70-90 m/s. 
Los árboles dendríticos de las MNα son grandes, tienen 7-11 dendritas grandes y también se ramifican más. 

Las dendritas de hasta 1 milímetro alcanzan la sustancia blanca de la médula espinal, lo que proporciona un extenso campo de recepción de estímulos. Sobre la superficie dendrítica hacen contacto muchas terminaciones sinápticas, aproximadamente 10.000.

Las entradas excitatorias de la MNA se localizan en la porción proximal de las dendritas o en el cuerpo celular (soma). 
Las sinapsis inhibidoras se encuentran a lo largo de la porción proximal del axón.
Las MN alfa se pueden dividir en 3 subtipos diferentes según el tipo de fibra muscular que inervan: SFR (85 metros/segundo), FFR y FF (100 m/s).

Las unidades neuro-motoras α se pueden subdividir según sus propiedades contráctiles, en tipos resistentes a la fatiga (FR) de contracción rápida (F-FR) y de contracción lenta (S-FR).
 Las unidades motoras α de contracción rápida (F) se pueden clasificar además en tipos fatigables de contracción rápida (F-F) y resistentes a la fatiga de contracción rápida (F-R), según el tiempo que mantienen la contracción. 

De acuerdo a tamaño, excitabilidad y patrón de disparo.

Según las propiedades contráctiles, tipos resistentes a la fatiga (fast-twitch F) y (slow-twitch S fatigue-resistant.
Las motoneuronas alfa pueden distinguirse molecularmente de las gamma por los perfiles complementarios de expresión de proteínas de unión al ADN.
Circuito de Renshaw.
Los componentes de este circuito son: A) Motoneurona alfa. B) Células de Renshaw. Objetivo: regular la actividad de las neuronas motoras alfa. El microcircuito es una forma  de autorregulación por parte de lasneuronas motoras alfa, dichas neuronas emiten ramas colaterales que van activar a las células de Renshaw, unas interneuronas que se ubican en el asta anterior de la médula. Dichas interneuronas a su vez, se comunican con los cuerpos neuronales de las neuronas alfa y las pueden inhibir. 
Placa motora
Una MNA forma una estructura similar a sinapsis especializada que se denomina placa motora. 
Las neuronas motoras de diferentes clases y subtipos (rápidas/lentas, alfa/gamma) se agrupan en grupos de neuronas motoras, cada una de las cuales inerva un solo músculo esquelético. Distintos mecanismos regulan su desarrollo. 
Las motoneuronas-α tienen una amplia gama de propiedades que son necesarias para el funcionamiento adecuado del sistema neuromuscular. Si todas las MNA poseyeran excitabilidades idénticas o similares durante el movimiento voluntario, sería difícil lograr el reclutamiento de fibras musculares y la gradación de sus fuerzas.

Durante el desarrollo, las MNespinales emergen de células progenitoras en división ubicadas en la porción medial del tubo neural ventral. Las identidades de las MN se establecen mediante patrones de señalización que funcionan en cooperación con conjuntos intrínsecos de factores de transcripción. A medida que el embrión se desarrolla, las MN se diferencian aún más de manera gradual, para formar grupos anatómicos compactos denominados pools que se conectan a un objetivo muscular único. Los pools de MN no son homogéneos y comprenden subtipos según las fibras musculares que inervan.

Dentro de cada columna, las MN que inervan cada músculo se agrupan en grupos motores, cada uno de los cuales contiene entre 20 y 300 neuronas según el músculo.
Las neuronas motoras α (MNA) tienen entradas sinápticas a lo largo del soma y las dendritas e incluyen entradas excitatorias (glutamatérgicas y colinérgicas) e inhibitorias (GABAérgicas y glicinérgicas) que se originan de una variedad de neuronas.

Las entradas glutamatérgicas son en gran parte responsables de activar (excitar) las MNA α y emanan de neuronas ubicadas en todo el sistema nervioso central y periférico (SNP).
 Las entradas colinérgicas, modulan la salida de las MNA α y surgen de pequeñas interneuronas ubicadas cerca de la línea media de la médula espinal.
 Las entradas inhibitorias GABAérgicas y glicinérgicas se originan en las interneuronas ubicadas en la médula espinal y son cruciales para el ajuste preciso y la terminación de la actividad de las MNA.
El envejecimiento
La función motora se erosiona progresivamente a medida que se pasa de la adultez a la vejez. 
Los déficits motores relacionados con la edad ocurren debido a cambios perjudiciales en los componentes neuronales y no neuronales del sistema nervioso somático. 
Las fibras musculares extrafusales se atrofian y las uniones neuromusculares (UNM) se degeneran. el envejecimiento provoca alteraciones celulares y fisiológicas a lo largo de los axones motores que inervan y altera la expresión de genes con funciones críticas.
Hay menos neuronas motoras α (MNA) presentes en humanos y animales de edad avanzada, las MNA restantes se agrandan. 
El envejecimiento compromete la velocidad de la marcha, el equilibrio y el dominio de las habilidades motoras finas. 
Sarcopenia.
Varios factores contribuyen a la Sarcopenia: el proceso de envejecimiento a lo largo de la vida, influencias sobre el desarrollo en las etapas iniciales de la vida, una alimentación inadecuada, el reposo en cama o sedentarismo, enfermedades crónicas y determinados tratamientos farmacológicos.

Las neuronas fusimotoras γ (MNγ), representan aproximadamente un tercio de todas las MN en la mayoría de los grupos motores que inervan las extremidades y carecen de entradas excitatorias directas provenientes de neuronas sensoriales propioceptivas.

## Función
Las motoneuronas alpha (MNA) espinales son responsables de la contracción de los músculos efectores (voluntarios esqueléticos) en la periferia.
 Las MNA actúan sobre los 500 músculos esqueléticos humanos, haciéndolos capaces de trabajar en una coordinación precisa de tiempo y espacio para generar movimientos complejos.

El concepto de grupo de MN se define como un grupo anatómico compacto de MN que comparten características intrínsecas similares y se conectan a un único objetivo muscular en la periferia.

MNA participan directamente en los reflejos espinales. 

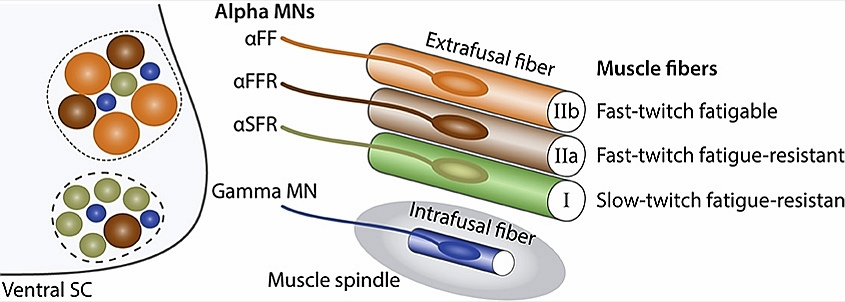
Motoneuronas A, B, G y sus fibras.

Un movimiento lento que genere una fuerza pequeña solamente reclutará MN lentas (S-MN), mientras que un movimiento rápido y fuerte también reclutará rápidas (F-MN), así como lentas (S-MN).
Las unidades motoras α se pueden subdividir según sus propiedades contráctiles en tipos resistentes a la fatiga (FR) de contracción rápida (F) y de contracción lenta (S). 

Además, las unidades motoras α de contracción rápida se pueden clasificar además en tipos fatigables de contracción rápida (FF fatigables rápidas) y resistentes a la fatiga de contracción rápida (FR resistentes rápidas), según el tiempo que mantienen la contracción.
Las MN F y S también exhiben diferentes propiedades de duración de poshiperpolarización (AHP). La AHP es el fenómeno por el cual el potencial de membrana supera el potencial de reposo después de un potencial de acción.

Las MN S tienen un "período de espera" más largo antes de que puedan ser estimuladas por un potencial de acción.

## Patología
La pérdida por lesión aguda o crónica de las MNA es rápidamente debilitante al desencadenar rigidez (espasticidad),  pérdida de fuerza parcial (paresia) o total (plejia).
La lesión de la médula espinal (LME) altera las entradas sinápticas a las neuronas motoras, sensoriales e interneuronas que se encuentran por debajo de la lesión, 
Las enfermedades de la motoneurona inferior son trastornos neurológicos progresivos que destruyen selectivamente las motoneuronas. 

Si existiera cualquier afectación se estaría provocando alteración en el lenguaje, el habla, la voz o en todas a la vez.
Las más frecuentes son síndrome de MNS, el síndrome MNI, trastornos de la unión neuromuscular y miopatías, esclerosis lateral amiotrófica (ELA), esclerosis lateral primaria, atrofia muscular progresiva, enfermedad de Kennedy o atrofia muscular progresiva espino bulbar y atrofia muscular espinal.
Los síndromes de la neurona motora inferior (LMN) se caracterizan clínicamente por atrofia muscular, debilidad e hiporreflexia sin afectación sensorial. Pueden surgir a partir de procesos de enfermedad que afectan la célula del asta anterior o el axón motor o su mielina.